# Madrid Open 2013 - Qualificazioni singolare femminile
Le qualificazioni del singolare femminile del Mutua Madrid Open 2013 sono state un torneo di tennis preliminare per accedere alla fase finale della manifestazione. I vincitori dell'ultimo turno sono entrati di diritto nel tabellone principale. In caso di ritiro di uno o più giocatori aventi diritto a questi sono subentrati i lucky loser, ossia i giocatori che hanno perso nell'ultimo turno ma che avevano una classifica più alta rispetto agli altri partecipanti che avevano comunque perso nel turno finale.

## Giocatrici

### Teste di serie
1. Monica Niculescu (primo turno)
2. Christina McHale (qualificata)
3. Stefanie Vögele (ultimo turno, Lucky Loser)
4. Lucie Hradecká (primo turno)
5. Annika Beck (primo turno)
6. Chanelle Scheepers (qualificata)
7. Ol'ga Govorcova (primo turno)
8. Madison Keys (ultimo turno, Lucky Loser)

1. Johanna Larsson (ultimo turno)
2. Lauren Davis (primo turno)
3. Anna Tatišvili (primo turno)
4. Marina Eraković (primo turno)
5. Lesja Curenko (qualificata)
6. Bethanie Mattek-Sands (qualificata)
7. Jamie Hampton (primo turno)
8. Karolína Plíšková (primo turno)

### Qualificate
1. María Teresa Torró Flor
2. Christina McHale
3. Lesja Curenko
4. Julija Putinceva

1. Alexandra Dulgheru
2. Chanelle Scheepers
3. Camila Giorgi
4. Bethanie Mattek-Sands

### Lucky Loser
1. Stefanie Vögele

1. Madison Keys

## Tabellone qualificazioni

### Sezione 1
|  | Primo turno | Primo turno             | Primo turno             | Primo turno | Primo turno |  |  | Ultimo turno | Ultimo turno            | Ultimo turno            | Ultimo turno | Ultimo turno |  |
|  |             |                         |                         |             |             |  |  |              |                         |                         |              |              |  |
|  | 1           | Monica Niculescu        | Monica Niculescu        | 1           | 5           |  |  |              |                         |                         |              |              |  |
|  |             | María Teresa Torró Flor | María Teresa Torró Flor | 6           | 7           |  |  |              | María Teresa Torró Flor | María Teresa Torró Flor | 6            | 6            |  |
|  |             | Maria João Koehler      | 7                       | 3           | 4           |  |  | 9            | Johanna Larsson         | Johanna Larsson         | 3            | 1            |  |
|  | 9           | Johanna Larsson         | 63                      | 6           | 6           |  |  |              |                         |                         |              |              |  |

### Sezione 2
|  | Primo turno | Primo turno        | Primo turno        | Primo turno | Primo turno |  |  | Ultimo turno | Ultimo turno       | Ultimo turno       | Ultimo turno | Ultimo turno |  |
|  |             |                    |                    |             |             |  |  |              |                    |                    |              |              |  |
|  | 2           | Christina McHale   | Christina McHale   | 6           | 7           |  |  |              |                    |                    |              |              |  |
|  |             | Andrea Hlaváčková  | Andrea Hlaváčková  | 4           | 64          |  |  | 2            | Christina McHale   | Christina McHale   | 6            | 6            |  |
|  |             | Mathilde Johansson | Mathilde Johansson | 6           | 6           |  |  |              | Mathilde Johansson | Mathilde Johansson | 2            | 4            |  |
|  | 10          | Lauren Davis       | Lauren Davis       | 1           | 4           |  |  |              |                    |                    |              |              |  |

### Sezione 3
|  | Primo turno | Primo turno              | Primo turno              | Primo turno | Primo turno |  |  | Ultimo turno | Ultimo turno    | Ultimo turno    | Ultimo turno | Ultimo turno |  |
|  |             |                          |                          |             |             |  |  |              |                 |                 |              |              |  |
|  | 3           | Stefanie Vögele          | Stefanie Vögele          | 6           | 6           |  |  |              |                 |                 |              |              |  |
|  |             | Ol'ga Alekseevna Pučkova | Ol'ga Alekseevna Pučkova | 2           | 4           |  |  | 3            | Stefanie Vögele | Stefanie Vögele | 64           | 4            |  |
|  |             | Mallory Burdette         | 4                        | 7           | 2           |  |  | 13           | Lesja Curenko   | Lesja Curenko   | 7            | 6            |  |
|  | 13          | Lesja Curenko            | 6                        | 5           | 6           |  |  |              |                 |                 |              |              |  |

### Sezione 4
|  | Primo turno | Primo turno      | Primo turno | Primo turno | Primo turno |  |  | Ultimo turno | Ultimo turno     | Ultimo turno | Ultimo turno | Ultimo turno |  |
|  |             |                  |             |             |             |  |  |              |                  |              |              |              |  |
|  | 4           | Lucie Hradecká   | 1           | 6           | 5           |  |  |              |                  |              |              |              |  |
|  |             | Julija Putinceva | 6           | 3           | 7           |  |  |              | Julija Putinceva | 3            | 6            | 7            |  |
|  | WC          | Aravane Rezaï    | 7           | 4           | 6           |  |  | WC           | Aravane Rezaï    | 6            | 3            | 65           |  |
|  | 11          | Anna Tatišvili   | 5           | 6           | 4           |  |  |              |                  |              |              |              |  |

### Sezione 5
|  | Primo turno | Primo turno         | Primo turno         | Primo turno | Primo turno |  |  | Ultimo turno | Ultimo turno        | Ultimo turno | Ultimo turno | Ultimo turno |  |
|  |             |                     |                     |             |             |  |  |              |                     |              |              |              |  |
|  | 5           | Annika Beck         | Annika Beck         | 5           | 3           |  |  |              |                     |              |              |              |  |
|  | WC          | Sara Sorribes Tormo | Sara Sorribes Tormo | 7           | 6           |  |  | WC           | Sara Sorribes Tormo | 2            | 6            | 2            |  |
|  | WC          | Alexandra Dulgheru  | 4                   | 6           | 6           |  |  | WC           | Alexandra Dulgheru  | 6            | 1            | 6            |  |
|  | 12          | Marina Eraković     | 6                   | 2           | 4           |  |  |              |                     |              |              |              |  |

### Sezione 6
|  | Primo turno | Primo turno        | Primo turno        | Primo turno | Primo turno |  |  | Ultimo turno | Ultimo turno       | Ultimo turno       | Ultimo turno | Ultimo turno |  |
|  |             |                    |                    |             |             |  |  |              |                    |                    |              |              |  |
|  | 6           | Chanelle Scheepers | Chanelle Scheepers | 7           | 6           |  |  |              |                    |                    |              |              |  |
|  |             | Donna Vekić        | Donna Vekić        | 67          | 2           |  |  | 6            | Chanelle Scheepers | Chanelle Scheepers | 6            | 6            |  |
|  |             | Melanie Oudin      | 4                  | 6           | 6           |  |  |              | Melanie Oudin      | Melanie Oudin      | 3            | 1            |  |
|  | 16          | Karolína Plíšková  | 6                  | 1           | 2           |  |  |              |                    |                    |              |              |  |

### Sezione 7
|  | Primo turno | Primo turno      | Primo turno      | Primo turno | Primo turno |  |  | Ultimo turno     | Ultimo turno     | Ultimo turno | Ultimo turno | Ultimo turno |  |
|  |             |                  |                  |             |             |  |  |                  |                  |              |              |              |  |
|  | 7           | Ol'ga Govorcova  | 6                | 0           | 1           |  |  |                  |                  |              |              |              |  |
|  |             | Camila Giorgi    | 2                | 6           | 6           |  |  | Camila Giorgi    | Camila Giorgi    | 6            | 1            | 6            |  |
|  |             | Garbiñe Muguruza | Garbiñe Muguruza | 6           | 6           |  |  | Garbiñe Muguruza | Garbiñe Muguruza | 2            | 6            | 3            |  |
|  | 15          | Jamie Hampton    | Jamie Hampton    | 3           | 3           |  |  |                  |                  |              |              |              |  |

### Sezione 8
|  | Primo turno | Primo turno           | Primo turno           | Primo turno | Primo turno |  |  | Ultimo turno | Ultimo turno          | Ultimo turno          | Ultimo turno | Ultimo turno |  |
|  |             |                       |                       |             |             |  |  |              |                       |                       |              |              |  |
|  | 8           | Madison Keys          | Madison Keys          | 6           | 6           |  |  |              |                       |                       |              |              |  |
|  |             | Mirjana Lučić-Baroni  | Mirjana Lučić-Baroni  | 0           | 2           |  |  | 8            | Madison Keys          | Madison Keys          | 2            | 5            |  |
|  | WC          | Andrea Petković       | Andrea Petković       | 3           | 5           |  |  | 14           | Bethanie Mattek-Sands | Bethanie Mattek-Sands | 6            | 7            |  |
|  | 14          | Bethanie Mattek-Sands | Bethanie Mattek-Sands | 6           | 7           |  |  |              |                       |                       |              |              |  |